# Rioraja
Genre
Rioraja est un genre de raie.

## Liste des espèces
- Rioraja agassizii (Müller et Henle, 1841)